# Rhymbillus hospes
Rhymbillus hospes là một loài bọ cánh cứng trong họ Endomychidae. Loài này được Reichensperger miêu tả khoa học năm 1915.